# Anthidium pallidiclypeum
Anthidium pallidiclypeum là một loài Hymenoptera trong họ Megachilidae. Loài này được Jaycox mô tả khoa học năm 1963.